# Rémy Peignot
Rémy Peignot, né le 24 août 1924 à Paris et mort dans la même ville le 30 décembre 1985, est un graphiste et typographe français, créateur de nombreux logotypes, de police de caractères et de timbres-poste.

## Biographie
Rémy Peignot « naît dans le plomb », pourrait-on dire. Son grand-père, Georges Peignot, est un fondeur de caractères typographiques, responsable de la création de plusieurs polices de caractères renommées (Grasset, Auriol, Garamond, etc.) et directeur de la fonderie G. Peignot et Fils. Son père est le PDG de l'entreprise Deberny et Peignot et le directeur de la revue Arts et métiers graphiques. Son frère, Jérôme Peignot, est écrivain et « typoète ».
En 1946, Rémy Peignot apprend le métier à Saint-Gall (Suisse), au sein de l'entreprise Zollikofer (éditrice de la revue Typographische Monatsblätter [TM]), où il est placé comme apprenti auprès de Rudolf Hostettler. Il suit également des cours à la Kunstgewerbeschule, en particulier avec le professeur W. Baus (dessin de lettres).
Rentré en France, il est embauché chez Deberny et Peignot, où il « commence à faire des maquettes », tout en suivant des cours du soir à l'École Estienne.
Sa collaboration avec Adrian Frutiger, dont il a découvert l'œuvre en Suisse et dont il a permis l'embauche dans l'entreprise familiale, est extrêmement fructueuse : certaines polices dessinées par Adrian Frutiger sont baptisées par Rémy Peignot (ainsi en est-il de Phoebus, Ondine, Méridien, Univers) et il en réalise les plaquettes de présentation ; et, quand Rémy Peignot se lance dans la création d'une police de caractères, Adrian Frutiger lui prête main-forte.
Rémy Peignot devient rapidement un graphiste reconnu. Parmi d'autres, il crée l'identité visuelle d'une série d'entreprises de premier plan : le journal France Soir, le Petit Robert, la SNCF, la banque Worms… 
Sans compter celle de la fonderie Deberny et Peignot (ainsi, la page destinée à vendre le caractère Univers de Frutiger, qu'il a savamment composée, est plus souvent exposée que l'alphabet lui-même).
En 1953, il dessine et grave le caractère Cristal, d'abord pour le procédé Typophane (lettres-transferts sur film plastique) puis pour procédé typographique (1955). La fonte est utilisée par exemple sur deux couvertures d'album : Aladdin Sane, de David Bowie en 1973 et « Jump » & « House Of Pain », de Van Halen en 1983. Il crée également la police Transit.
Pendant trois ans, il est directeur artistique du magazine En direct. En 1968, il crée sa propre agence.

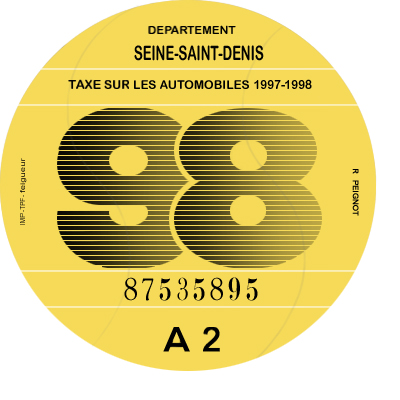
Dessin de la vignette automobile (1986-1999) par Rémy Peignot

En 1983, il écrit un chapitre intitulé « L'esprit des lettres » dans De plomb, d'encre et de lumière. Essai sur la typographie et la communication écrite.
En 1984, il dessine le timbre-poste consacré au « 9e plan. 1984-1988. Moderniser la France ».
En 1986, il dessine un nouveau modèle de vignette automobile, dont le dessin perdurera jusqu'en 1999, année de disparition de la vignette.
Le graphiste français, Marcel Jacno, témoigne de son admiration pour son œuvre : « C'est à la fonderie que je rencontrai le fils Peignot, le beau Rémy. Le plus doué, le plus introverti de notre petit monde. Plus tard, lorsque je devins son voisin de campagne, je découvris la perfection de son goût et l'étendue de sa culture. »
Marié, Rémy Peignot disparaît le 30 décembre 1985 dans le 7e arrondissement de Paris.
Son frère Jérôme Peignot a écrit plusieurs sonnets en son honneur. Dans l'un, on y lit : « Un bon graphiste aussi peut être un bon poète / Les lettres parlant seules à qui sait écouter / À notre œil à chacun Rémy offre une fête / Et fait bien tout un art de la publicité »

## Création de logotypes
- Bulletin quotidien (édition)[9]
- Centre national de la formation permanente, 1970
- Didno[2]
- France Soir (édition)[2]
- Gat (transport)[2]
- Guide Kléber (édition)[9]
- Mac Dougall[9]
- Nouvelles Galeries (commerce)[9]
- Petit Robert (édition)[2]
- Relais & Châteaux (hôtellerie)[9]
- Relais gourmands (hôtellerie)[13]
- Siga Gip (informatique)[2]
- SNCF (transport)[9]
- Soretra (transport)[2]
- Synpa[2]
- Vidalver[2]
- Vieilles maisons françaises (hôtellerie)[13]
- Virax (outillage)[13]
- Vulcain International (ingénierie)[2]
- Worms (banque)[2]
- Xerca, 1969[13]

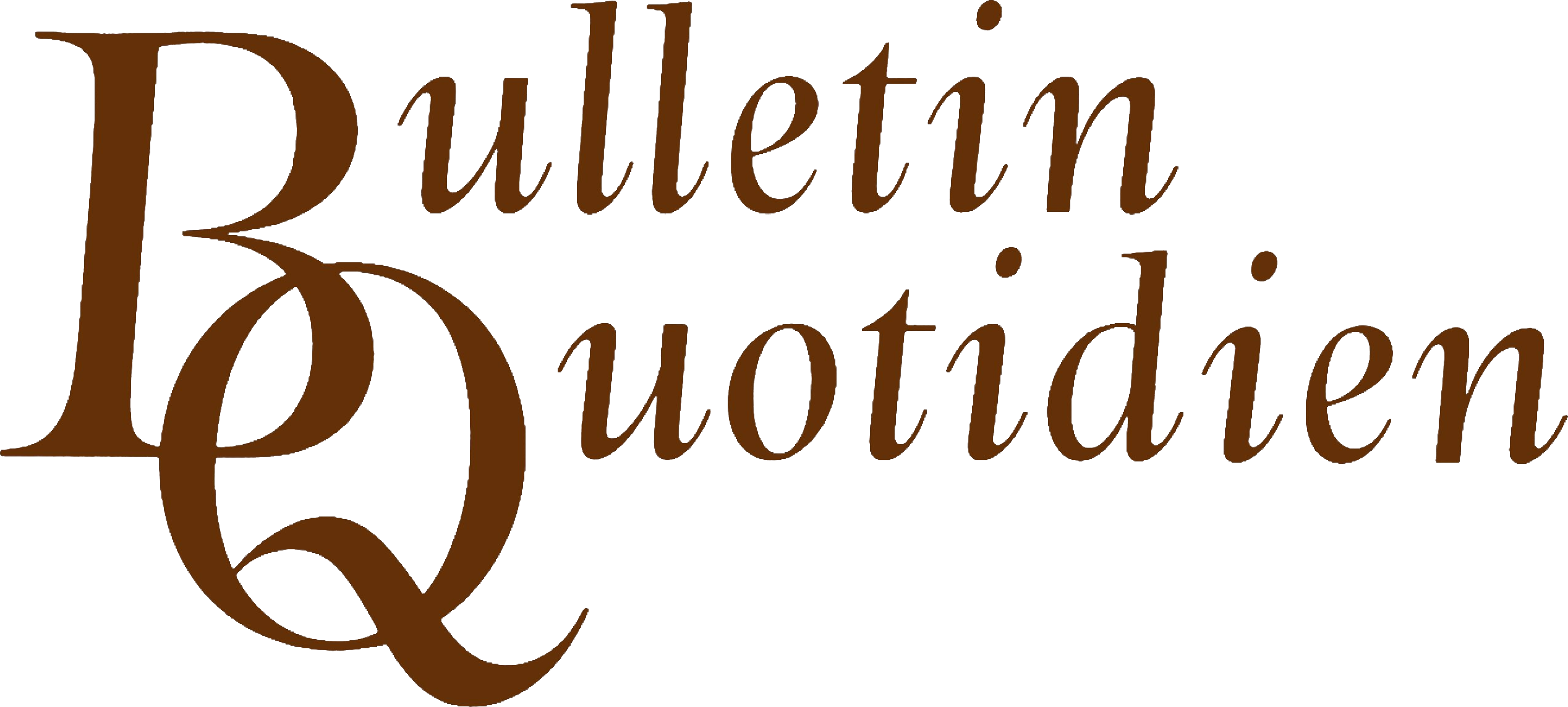
Logo de la lettre d'information, le Bulletin quotidien
Logo du Centre national de formation permanente (CEFOP, 1970)
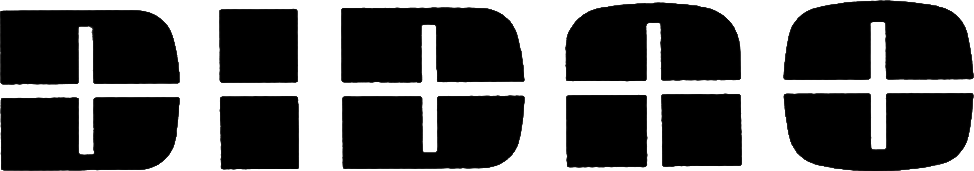
Logo de l'entreprise Didno
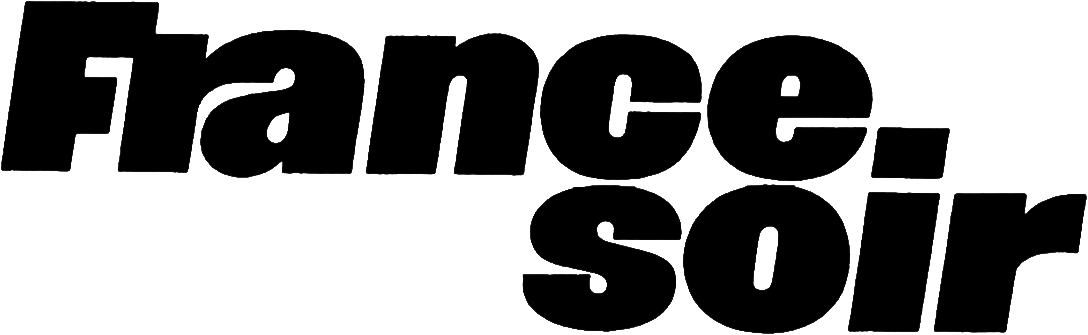
Logo du journal quotidien France Soir (1976)
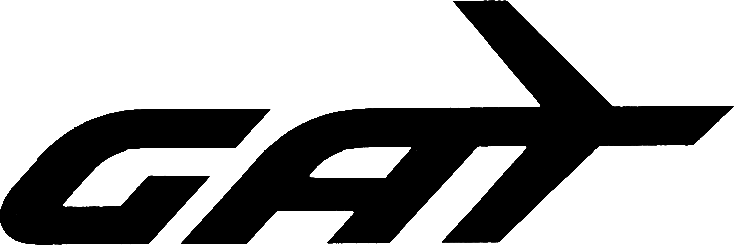
Logo de l'entreprise d'aviation GAT
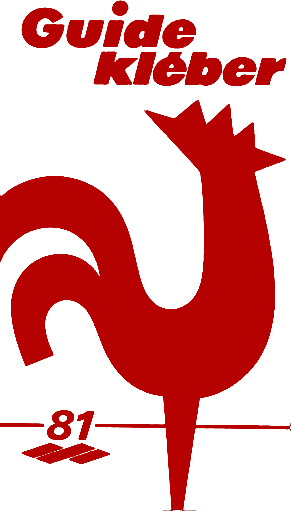
Logo du Guide Kléber (1978)
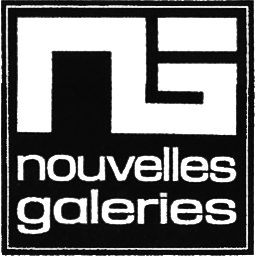
Logo de la chaine de magasins, les Nouvelles galeries
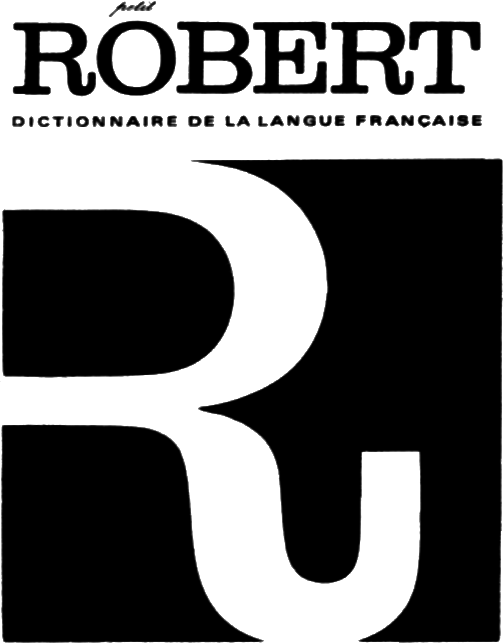
Logo pour le Petit Robert (1977)
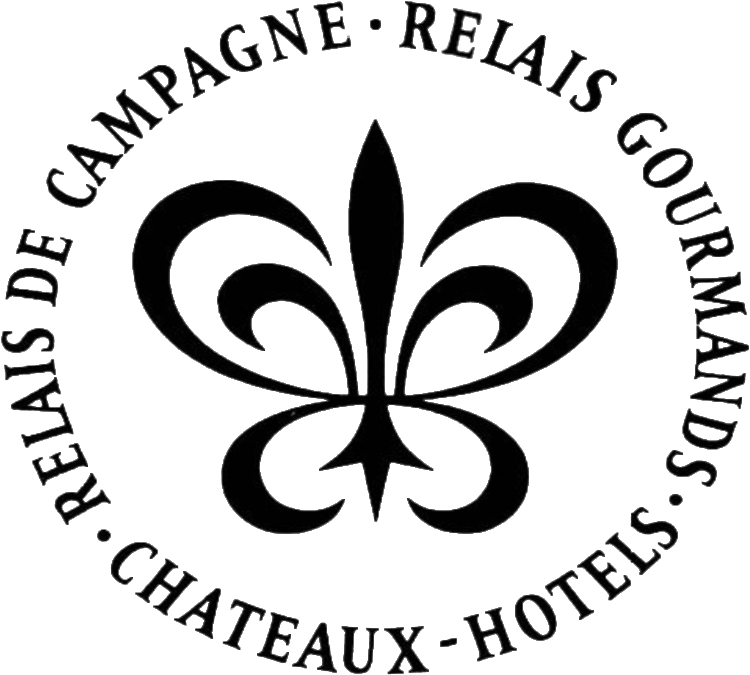
Logo de l'association Relais gourmands (1975)
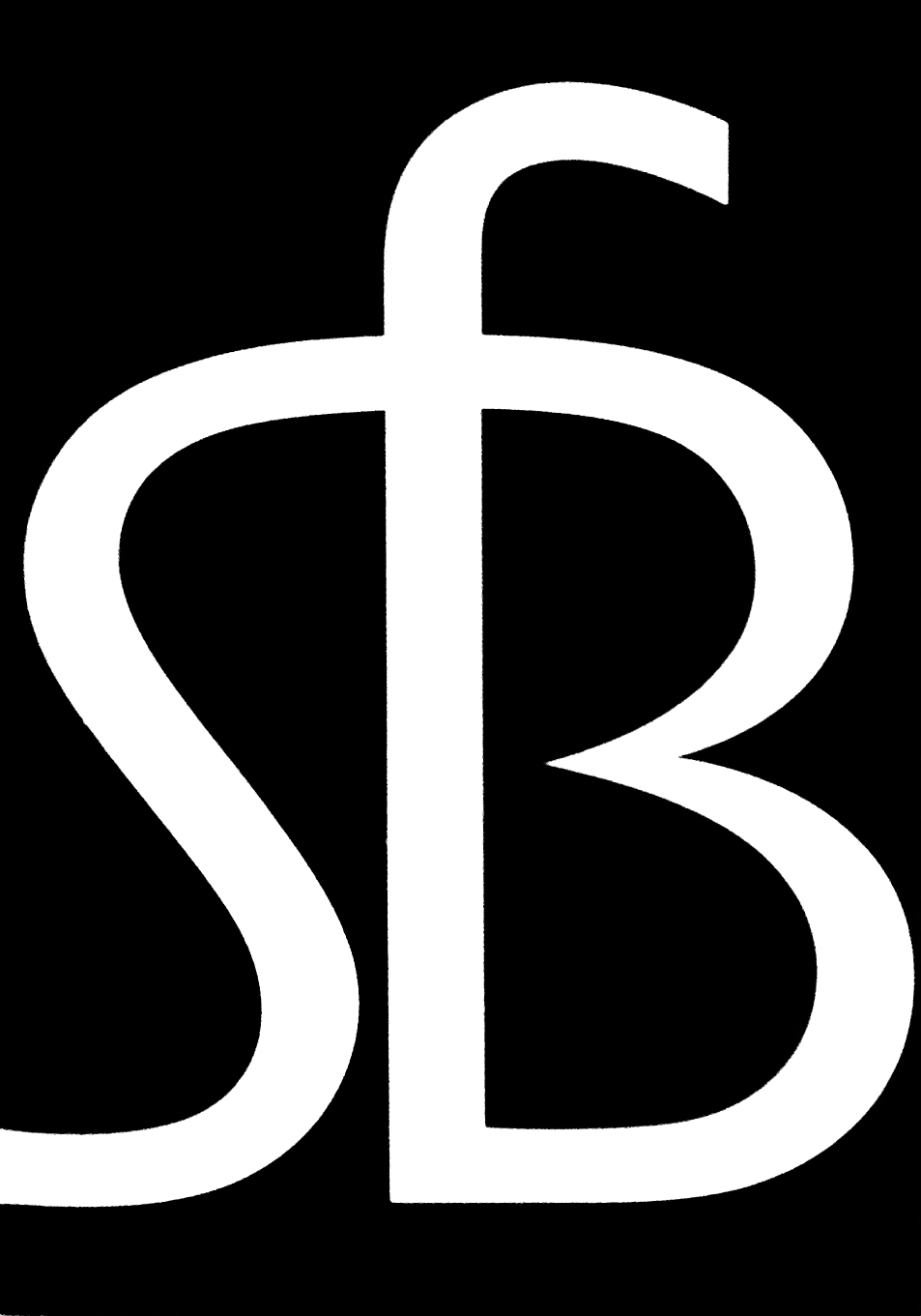
Logo de l'entreprise SFB (Services et fournitures de bureau), 1972
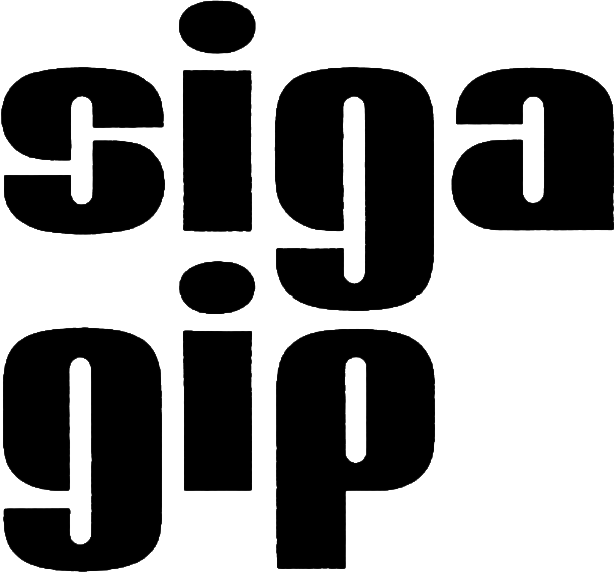
Logo pour le logiciel Siga Gip
Logo pour la SNCF (1972)
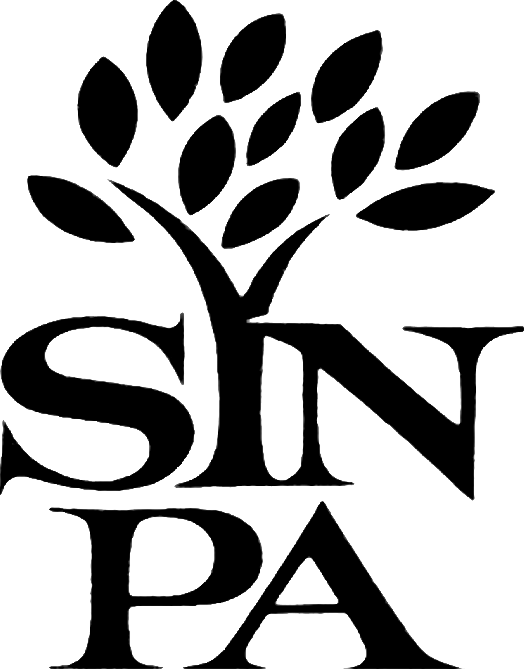
Logo du Syndicat des producteurs d'additifs alimentaires (1968)
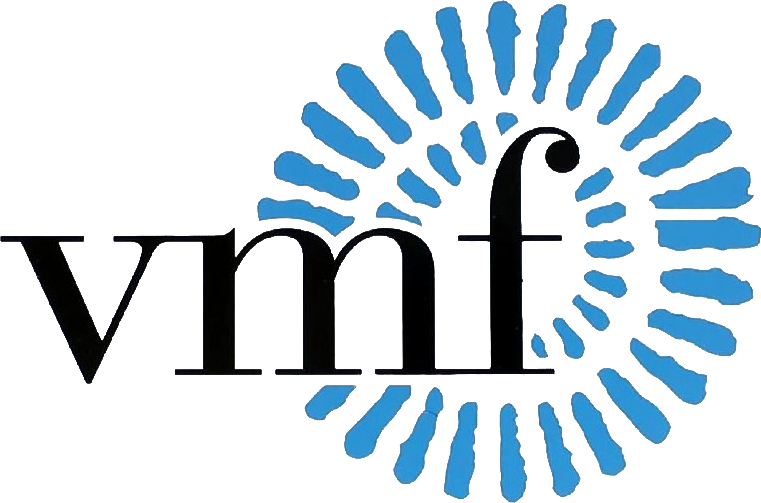
Logo de l'association VMF (Vieilles maisons françaises)
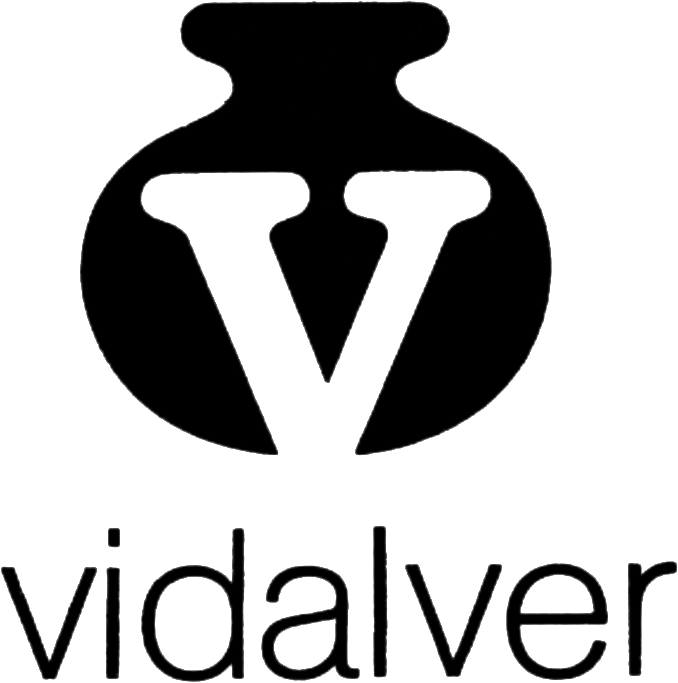
Logo de l'entreprise Vidalver spécialisée dans le verre industriel
Logo de l'entreprise Virax
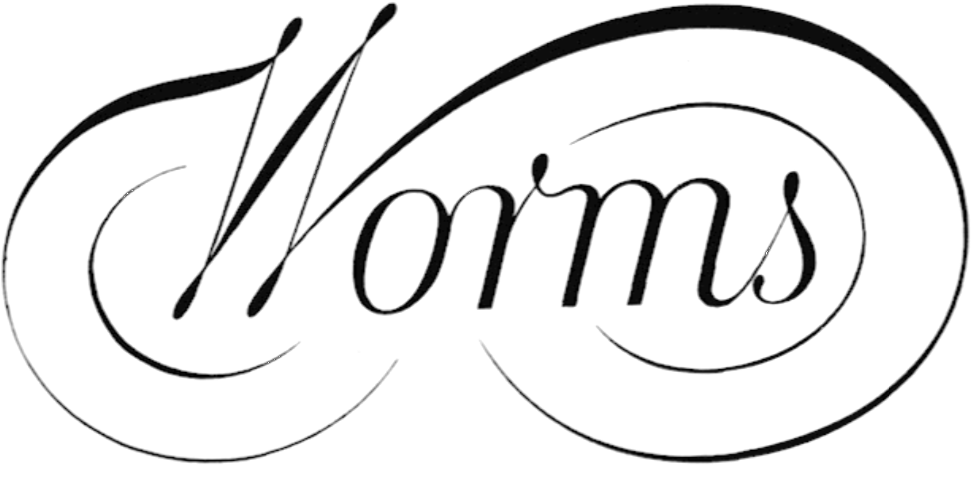
Logo de la banque Worms
Logo de l'entreprise Xerca (1969)